# Universitätsbund Hohenheim
Der Universitätsbund Hohenheim e.V. ist eine Vereinigung von Absolventen, Freunden und Förderern der Universität Hohenheim.

## Geschichte und Ziele
Der Universitätsbund Hohenheim wurde am 30. April 1949 als Hochschulbund Hohenheim e. V. gegründet. Im Rahmen der Umbenennung zur Universität 1967 wurde auch der Name in Universitätsbund Hohenheim angepasst. Die Mitgliederzahl beträgt 1012 Personen (2022).
Die Gemeinschaft von Absolventen sowie interessierten Kreisen aus Wirtschaft und Gesellschaft die Universität wollen die Zusammenarbeit zwischen Wissenschaft und Praxis auszubauen und vertiefen, indem Forschung, Lehre und Studium in Hohenheim ideell und materiell gefördert werden. Dazu werden Stipendien, herausragende Studien und Forschungsleistungen gefördert und prämiert sowie Praktika vermittelt.

## Vorstand
- Karl Magnus Graf Leutrum von Ertingen, Senator e.h., Nippenburg; Ehrenvorsitzender
- Marion J. Johannsen Senatorin e.h., Stuttgart; Vorsitzende
- Stephan Dabbert †, ehemaliger Rektor der Universität Hohenheim
- Julia Herzogin von Württemberg, Stuttgart; Stellvertretende Vorsitzende
- Wolfgang Kuhn, Stuttgart; Schatzmeister
- Dirk Hachmeister, Universität Hohenheim; Schriftführer

Mitglieder im erweiterten Vorstand: Enno Bahrs, Stuttgart; Peter Baumeister Senator e.h., Remseck; Alexander Erdland, Oelde; Erwin Hartmut Gindele, Rosenfeld; Joachim Hauck, Bretten-Neibsheim; Gerd Hockenberger, Sinsheim; Ibrahim Köran, M.P.P., Berlin; Hans-Peter Liebig; Ute Mackenstedt, Stuttgart; Georg Mehl Senator e.h., Stuttgart; Christoph Palmer, Stuttgart; Matthias Schüppen, Stuttgart; Armin Sohler, Heilbronn; Markus Voeth, Stuttgart; Andreas Wölfle, Stuttgart.